# August Wilhelm Hupel

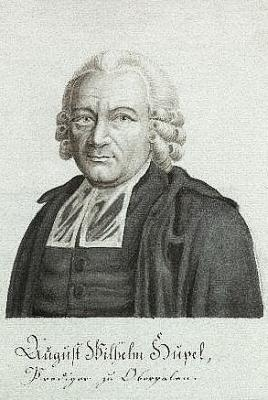
August Wilhelm Hupel

August Wilhelm Hupel (* 25. Februar 1737 in Buttelstedt; † 6. Januarjul. / 18. Januar 1819greg. in Weißenstein) war deutschbaltischer Pastor, Publizist, Regionalhistoriker und Sprachforscher. Er war ein bedeutender Literat in den russländischen Gouvernements Livland und Estland im Zeitalter der Aufklärung.

## Leben
Hupel wurde in eine Pastorenfamilie in Buttelstedt im Herzogtum Sachsen-Weimar geboren. Er besuchte zunächst das Wilhelm-Ernst-Gymnasium in Weimar und anschließend die Universität Jena. 1757 ging er in das russländische Gouvernement Livland, wo er 1760 Pastor von Eeks bei Dorpat, dann 1763 Pastor in Oberpahlen wurde. Ab 1804 wohnte er in Weißenstein im Gouvernement Estland. 1805 wurde er Konsistorialrat.
1766/67 übersetzte er für Lühhike öppetus, die erste regelmäßige Veröffentlichung estnischer Sprache, herausgegeben von Peter Ernst Wilde. 1771 veröffentlichte er das Medizinbuch Arsti ramat nende juhhatamisseks kes tahtvad többed ärra-arvada ning parrandada (Handbuch Medizinischer Diagnostik …). 1780 hat Hupel die Ehstnische Sprachlehre für beide Hauptdialekte, den revalschen und den dörptschen, nebst einem vollständigen Wörterbuch veröffentlicht; der Erstdruck beinhaltete etwa 17000 Worte mit Beschreibung und Angaben zur Herkunft, die zweite Auflage 1820 umfasste bereits etwa 20000 Worte.
Die Kaiserliche Universität Dorpat promovierte ihn 1803 zum Dr. phil. und 1818 zum Dr. theol.

## Veröffentlichungen (Auswahl)
Die wichtigsten Schriften Hupels sind
- Lühhike öppetus, 41 Stück, 1766–1767
- Topograpische Nachrichten von Lief- und Ehstland. 3 Bände, 1774–1777 Band 1, Band 2, Band 3
- Nordische Miscellaneen, 21 Stück, 1781–1791
- Die gegenwärtige Verfassung der Rigischen und der Revalschen Statthalterschaft. Riga, bey Johann Friedrich Hartknoch, 1789 BSB Google Google
- Neue nordische Miscellaneen. 18 Stück, 1792–1798
- Idiotikon der deutschen Sprache in Lief- und Ehstland, 1795 Digitalisat
- Oekonomische Handbuch für liv- und estländische Gutsherren, 1796